# Sanry-sur-Nied
Sanry-sur-Nied település Franciaországban, Moselle megyében. Lakosainak száma 422 fő (2022. január 1.). Sanry-sur-Nied Aube, Bazoncourt, Courcelles-sur-Nied, Laquenexy, Lemud, Maizeroy, Pange és Sorbey községekkel határos.

## Népesség
A település népessége az elmúlt években az alábbi módon változott:
| Lakosok száma | 164  | 221  | 310  | 331  | 306  | 299  | 291  | 324  | 357  | 422  |
|               | 1968 | 1982 | 1990 | 2006 | 2013 | 2015 | 2017 | 2019 | 2020 | 2022 |